# Jani Viander
Jani Klaus Viander (ur. 18 sierpnia 1975 w Tuusuli) – fiński piłkarz występujący na pozycji bramkarza.

## Kariera klubowa
Viander karierę rozpoczynał w sezonie 1994 w pierwszoligowym zespole FinnPa. Występował tam przez dwa sezony. Następnie grał w innych pierwszoligowych drużynach takich jak: Tampereen Ilves, FF Jaro oraz FC Jazz. W 1997 roku przeszedł do belgijskiego drugoligowca, KV Kortrijk. Spędził tam sezon 1997/1998.
Potem Viander wrócił do Finlandii, gdzie został graczem klubu HJK. W sezonach 1998 oraz 2000 wywalczył z nim Puchar Finlandii, a w sezonach 1999 oraz 2001 wicemistrzostwo Finlandii. W listopadzie 2001 roku został wypożyczony do angielskiego Boltonu Wanderers, jednak przez dwa miesiące nie rozegrał tam żadnego spotkania w Premier League.
W lutym 2002 roku Viander podpisał kontrakt ze Stoke City, grającym w Division Two. W marcu 2003 roku został wypożyczony do końca sezonu 2002/2003 do duńskiego FC Midtjylland. Potem wrócił do Stoke, a w październiku 2003 roku przeszedł do Plymouth Argyle (Division Two). Zarówno jednak tam, jak i w jego kolejnym zespole, Brentfordzie (Division Two), nie zagrał w żadnym meczu.
Na początku 2004 roku Viander został zawodnikiem izraelskiego FC Aszdod. Po sezonie 2003/2004 przeniósł się do cypryjskiego Arisu Limassol. W 2005 roku wrócił do Finlandii, gdzie występował w zespołach RoPS, FF Jaro oraz AC Oulu, a od 2008 roku w HJK. W sezonie 2008 zdobył z nim Puchar Finlandii, a w sezonach 2009 oraz 2010 mistrzostwo Finlandii. W 2010 roku zakończył karierę.

## Kariera reprezentacyjna
W reprezentacji Finlandii Viander zadebiutował 3 lutego 1999 w przegranym 1:2 towarzyskim meczu z Grecją. W latach 1999–2003 w drużynie narodowej rozegrał 13 spotkań.